# Diaditus pictipes
Diaditus pictipes är en insektsart som beskrevs av Champion 1898. Diaditus pictipes ingår i släktet Diaditus och familjen rovskinnbaggar. Inga underarter finns listade i Catalogue of Life.